# Caleb Strong
Caleb Strong (ur. 9 stycznia 1745, zm. 7 listopada 1819) – amerykański prawnik i polityk z Massachusetts.
W 1780 roku został wybrany do Kongresu Kontynentalnego, jednak w nim nie uczestniczył. Był członkiem narodowej Konwencji w Filadelfii, podczas której ustalono treść Konstytucji Stanów Zjednoczonych
W latach 1789–1796 reprezentował stan Massachusetts w Senacie Stanów Zjednoczonych. W latach 1800–1807 i ponownie w latach 1812–1816 był gubernatorem tego stanu.